# Radžiūnai (przystanek kolejowy)
Radžiūnai – przystanek kolejowy w miejscowości Karklynė, w rejonie kupiszeckim, w okręgu poniewieskim, na Litwie. Położony jest na linii Radziwiliszki – Dyneburg.
Nazwa pochodzi od pobliskiej miejscowości Radžiūnai.

## Historia
Dawniej stacja kolejowa. Zdegradowana do roli przystanku po upadku Związku Sowieckiego.